# Kōtarō Iizawa
Kōtarō Iizawa (飯沢 耕太郎, Iizawa Kōtarō, né le 26 mars 1954) est un critique de photographie japonais, historien de la photographie et éditeur de magazine. Né à Sendai, préfecture de Miyagi en 1954, Iizawa étudie la photographie à l'université Nihon dont il est diplômé en 1977. Il obtient son doctorat à l'université de Tsukuba. En 1990, Iizawa fonde le magazine Déjà-vu dont il est rédacteur en chef jusqu'en 1994. Il coédite la série en 41 volumes Nihon no Shashinka avec Shigeichi Nagano et Naoyuki Kinoshita.

## Albums d'Iizawa
(plus ou moins selon l'ordre chronologique)
- (ja) "Geijutsu shashin" to sono jidai (「芸術写真」とその時代?). Tokyo : Chikuma Shobō, 1986.  (ISBN 4-480-87089-X).
- (ja) Nūdo shashin no mikata (ヌ-ド写真の見方?). Tokyo : Shinchōsha, 1987.  (ISBN 4-10-601949-3).
- (ja) Shashin ni kaere (写真に帰れ?). Tokyo : Heibonsha, 1988.  (ISBN 4-582-23104-7).
- (ja) Toshi no shisen (都市の視線?). Osaka : Sōgensha, 1989.  (ISBN 4-422-70054-5). 
  - (ja) Toshi no shisen: Nihon no shashin 1920-30 nendai (都市の視線：日本の写真1920-30年代?). Tokyo : Heibonsha, 2005.  (ISBN 4-582-76555-6).  Édition augmentée.
- (ja) Shashin no chikara (写真の力?). Tokyo : Hakusuisha, 1989.  (ISBN 4-560-03941-0).
- (ja) Shashin no mori no pikunikku (写真の森のピクニック?). Tokyo : 1991.  (ISBN 4-02-256369-9).
- (ja) Shashin to fetishizumu (写真とフェティシズム?) / « La photographie et le fétichisme » Tokyo : Treville, 1992.  (ISBN 4-8457-0516-8).
- (ja) Nihon-shashinshi o aruku (日本写真史を歩く?). Tokyo : Shinchōsha, 1992.  (ISBN 4-10-388501-7).
- (ja) Sengo shashinshi nōto (戦後写真史ノ-ト?). Tokyo : Chūōkōronsha, 1993.  (ISBN 4-12-101112-0).
- (ja) Shashin no genzai: Kuronikuru 1983-1992 (写真の現在：クロニクル1983-1992?), The photograph today: Chronicle 1983-1992). Tokyo : Miraisha, 1993.  (ISBN 4-624-71061-4).
- (ja) Araki! (荒木!?). Tokyo : Hakusuisha, 1994.  (ISBN 4-560-03860-0). About Nobuyoshi Araki.
- (ja) Tōkyō shashin (東京写真?). Tokyo : Inax, 1995.  (ISBN 4-8099-1059-8).
- (ja) Shashin bijutsukan e yōkoso (写真美術館へようこそ?). Tokyo : Kōdansha, 1996.  (ISBN 4-06-149287-X).
- (ja) Fotogurafāzu (フォトグラファ-ズ?). Tokyo : Sakuhinsha, 1996.  (ISBN 4-87893-250-3).
- (ja) Shattā ando ravu (シャッター&ラヴ?) / Shutter and Love: Girls are dancin' on in Tokyo. Tokyo : Infasu, 1996.  (ISBN 4-900785-05-9).
- (ja) Shashin to gurotesuku (写真とグロテスク?) / La photographie et le grotesque. Tokyo : Treville, 1996.  (ISBN 4-8457-1082-X).
- (ja) Shashinshū no tanoshimi (写真集の愉しみ?). Tokyo : Asahi Shinbunsha, 1998.  (ISBN 4-02-257235-3).
- (ja) Dōjidai shashin: クロニクル1993-1997 (同時代写真：クロニクル1993-1997?), Contemporary photographs: A chronicle, 1993-1997). Tokyo : Miraisha, 1999.  (ISBN 4-624-71079-7).
- (ja) Wareta kagami-tachi no kuni de: Nihon no seikimatsu shashin (割レタ鏡タチノ国デ：日本ノ世紀末デ?) / In the Country of Broken Mirrors: Japanese Contemporary Photographers. Tokyo : Mainichi Shinbunsha, 1999.  (ISBN 4-620-31381-5).
- (ja) (joint author) Nihon shashin-shi gaisetsu (日本写真史概説?), An outline history of photography in Japan). Tokyo : Iwanami, 1999.  (ISBN 4-00-008381-3).
- (ja) Shi-shashinron (私写真論?). Tokyo : Chikuma Shobō, 2000.  (ISBN 4-480-87614-6).
- (ja) Shashin no kuni no Arisu (写真の国のアリス?). Tokyo : Fukuinkan Shoten, 2001.
- (ja) Afurika okurimono (アフリカのおくりもの?). Tokyo : Fukuinkan Shoten, 2001.  (ISBN 4-8340-1774-5).
- (ja) Aruku kinoko (歩くキノコ?). Tokyo : Suiseisha, 2001.  (ISBN 4-89176-450-3).
- (ja) Shōjo ko-shashinkan (少女古写真館?). Tokyo : Chikuma Shobō, 2001.  (ISBN 4-480-08667-6).
- (ja) "Shashin jidai" no jidai! (『写真時代』の時代!?). Tokyo : Hakusuisha, 2002.  (ISBN 4-560-03890-2).
- (ja) Boku no kage o sagashite (ぼくの影をさがして?). Tokyo : Fukuinkan Shoten, 2003.
- (ja) Shashin to kotoba: Shashinka nijūgonin (写真とことば：写真家二十五人、かく語りき?). Tokyo : Shūeisha, 2003.  (ISBN 4-08-720176-7).
- (ja) Shashin hyōronka (写真評論家?). Tokyo : Madosha, 2003.  (ISBN 4-89625-044-3).
- (en) (collectif) The History of Japanese Photography, ed. Ann Wilkes Tucker, et al. New Haven : Yale University Press, 2003.  (ISBN 0-300-09925-8).
- (ja) Dejigurafi: Dejitaru wa shashin o korosu ka? (デジグラフィ：デジタルは写真を殺すのか??). Tokyo : Chūōkōronsha, 2004.  (ISBN 4-12-003488-7).
- (ja) Me kara me e: Shashinten o aruku 2001-2003 (眼から眼へ：写真展を歩く2001-2003?). Tokyo : Misuzu Shobō, 2004.  (ISBN 4-622-07088-X).
- (ja) Shashin ni tsuite hanasō (写真について話そう?). Tokyo : Kadokawa Gakugei Shuppan, 2004.  (ISBN 4-04-651516-3).
- (ja) Sekai shashinshi (世界写真史?) / The Concise History of World Photograph. Tokyo : Bijutsu Shuppansha, 2004.  (ISBN 4-568-40068-6).
- (ja) Japanīzu fotogurafāzu: 14-nin no shashinka-tachi no "ima" (ジャパニーズ・フォトグラファーズ：14人の写真家たちの「いま」?). Tokyo : Hakusuisha, 2005.  (ISBN 4-560-02705-6).
- (ja) Abunai shashinshū 246 (危ない写真集246?). Tokyo : Studio Parabolica, 2005.  (ISBN 4-902916-03-7).
- (ja) Araki-bon! 1970-2005 (荒木本！ 1970-2005?), Araki books! 1970-2005). Tokyo : Bijutsu Shuppansha, 2006.  (ISBN 4-568-12071-3). A descriptive bibliography of the books of Nobuyoshi Araki.
- (ja) Fotogurafā ni naru no wa (フォトグラファーになるには?). Tokyo : Naruniwa Books, 2007.  (ISBN 978-4-8315-1153-9).
- (ja) Sekai no kinoko kitte (世界のキノコ切手?) / Around the World with a Mushroom Stamp. Tokyo : Puchigurapa Publishing, 2007.  (ISBN 978-4-903267-61-6).
- Shashin o tanoshimu (写真を愉しむ?). Tokyo : Iwanami Shoten, 2007.  (ISBN 978-4-00-431106-5). (ja)
- (ja) (edited) Nihon no shashinka 101 (日本の写真家101?), 101 Japanese photographers). Tokyo : Shinshokan, 2008.  (ISBN 978-4-403-25095-8).

## Source de la traduction
- (en) Cet article est partiellement ou en totalité issu de l’article de Wikipédia en anglais intitulé « Kōtarō Iizawa » (voir la liste des auteurs).